# Plakarthrium australiense
Plakarthrium australiense är en kräftdjursart som beskrevs av Gary C.B. Poore och Brandt 200. Plakarthrium australiense ingår i släktet Plakarthrium och familjen Plakarthriidae. Inga underarter finns listade i Catalogue of Life.